# Приятелство
Приятелството е създадено за подкрепа, взаимно разбиране, уважение и привличане, както и прояви на помощ в случаи на нужда или криза. Приятелите са хора, които взаимно се радват на компанията си и проявяват лоялност един към друг, често до степен на алтруизъм. Обикновено споделят сходни вкусове и вършат заедно дейности, които са им приятни, помагат си в трудни моменти, обменят съвети и си връщат един на друг жестовете. За някои хора приятелството означава и просто доверието, че другият няма да ти навреди. Ценностите, които човек открива в приятелствата си с други хора, често са резултат от това, което те демонстрират като редовно поведение:
- поведение, при което един човек желае най-доброто за друг;
- симпатия и емпатия;
- честност, например в ситуации, когато е трудно истината да бъде изречена без да нарани чувствата;
- взаимно разбирателство.

Различните проявления на приятелство варират по отношение на степента на близост или интимност между хората. Една от най-известните фрази за приятелството е казана от Аристотел:
| „         | Какво е приятелят? Това е една душа, живееща в две тела. | “ |
| Аристотел |                                                          |   |

Като феномен приятелството е предмет на интерес на такива дисциплини като социология, антропология, философия, зоология. То е едно от централните преживявания за човека и намира своето място във всички основни религии и митологии. В едно от най-ранните литературни произведения в човешката история, вавилонската поема „Епос за Гилгамеш“, е описаната дълбоката дружба между Гилгамеш и Енкиду. Като върховен пример за приятели в гръко-римската митология се сочат Орест и Пилад, а в авраамическите религии – Давид и Йонатан. Приятелството е и основна тема, разработвана в много литературни и драматургични произведения и филми.

## Видове приятелства
- „Приятели в групи“ – много близки трима-четирима приятели, които си споделят всичко или човек, който познаваш достатъчно добре, за да му поискаш пари на заем, и не го познаваш достатъчно добре, за да му дадеш.

- Най-добър приятел (или близък приятел) – човек, с когото някой има изключително силна приятелска връзка, с когото може да споделя всичко.

- Познанство – човек, с когото си приятел, но не сте чак толкова близки.

- Романтично приятелство – тогава, когато двама души имат силна романтична и приятелска връзка (държат се за ръцете, прегръщат се и дори понякога се целуват), но не са двойка и нямат любовни отношения. А всъщност, никога не знаеш. Най-често подобно приятелство преминава в романтична връзка.

- „Сродна душа“ (от английски: soulmate, което няма български еквивалент) – истинско приятелство между двама души, при което те имат изключително силна връзка помежду си. Наричано „вечно приятелство“, при него се смята, че всеки един от двамата души е открил другата половина от себе си в своя приятел.

- „Приятели от разстояние“ (от английски: pen pal, което на български означава буквално „приятел от разстояние“) – приятел, с когото си комуникирате чрез писма, разпращате си снимки, но не се познавате официално и не се знае дали някога ще го направите.

- Интернет приятелство – изключително разпространен тип приятелство. Познат от късния 20 век. При него двама души се запознават и стават приятели чрез интернет комуникация помежду им. Благодарение на интернет, тези двама приятели могат да са на хиляди километри разстояние един от друг и пак да се чуват всеки ден. Този тип приятелство обаче е оспорван, тъй като не се знае кой седи от другата страна, а и е възможно тези приятели никога да не се срещнат на живо, ако разстоянието между тях е твърде голямо.

- Другар /дружка – човек, с когото поддържаш близки отношения, той ти е добър приятел.

- „Приятели с изгода /приятели с привилегии“ – тип приятелство, познат най-вече в САЩ. При него приятелите имат сексуални или близки до сексуални отношения, като не очакват нищо друго от другия освен доставяне на взаимна полза и облаги.

- „Бостънски брак“ – още един термин, използван почти изцяло в Щатите. Бостънски брак е тип приятелство, подобен на квартирантството, с малката разлика, че двамата души, които са съквартиранти, могат да бъдат единствено жени. Макар да се нарича „Бостънски брак“, това все още е тип приятелство между две жени, без сексуално обвързване.

- Кръвен брат /кръвна сестра, Побратими – двама души, имащи уважение един към друг, а в по-стари времена обвързани с кръвен ритуал. Те обикновено се „движат“ в един и същ кръг, банда или братство.

- Съквартиранти – двама или повече души, живеещи в едно жилище и имащи някакви отношения помежду си.

- Въображаем приятел – проявява се при малките деца и понякога при децата, затворени в себе си и нямащи други приятели. Много хора го мислят за опасно за детето, в някои държави тази тема дори е табу, а детето се смята за обладано от зъл дух. В действителност обаче това е съвсем нормално и с времето обикновено отминава, тъй като детето намира истински приятели.

- Духовно приятелство – при него двама души с общи интереси са приятели и всеки един от тях допринася за връзката им. Това е може би единственото приятелство между мъж и жена, което може да издържи завинаги. Също така може да се възприеме и като много силна умствена и духовна връзка между двама души.

- Съученик – обикновено такъв тип приятелство се проявява в учебните заведения. При него между двама или повече души се поддържат приятелски отношения, поради общата им среда на работа.

- Колега – взаимоотношения между хора, работещи на едно и също място. Основата на такова приятелство обикновено се крепи на доброто сътрудничество и разбирателство на работното място.

### Неличностни приятелства
Това са приятелствата между две държави съседки или такива, поддържащи близки отношения. Същото се отнася и за така наречените „побратимени градове“.

### Приятелства между животни
Съществуват и други видове приятелства освен от типа човек-човек. Такива са приятелствата между човек и дадено животно и между животно и друго животно. Последният тип обикновено е между животни с по-висока интелигентност от другите животински видове (кучета, котки, птици и други).

## Цитати
- „Приятелството всичко означава без него беден си на този свят“.[3]

## Други
На дружбата е наречена улица в квартал „Модерно предградие“ в София (Карта).